# Linea di successione al trono delle Due Sicilie

Lo stemma del Regno delle Due Sicilie

La linea di successione al trono delle Due Sicilie della casa Borbone delle Due Sicilie  segue il criterio della legge semi-salica.

## Leggi di successione che regolano la Casa Borbone Due Sicilie e la loro dinastia
La Costituzione del Regno delle Due Sicilie promulgata da re Ferdinando II con l'atto sovrano del 10 gennaio 1848, ripristinata da re Francesco II con Real Proclama del 28 giugno 1860, all'articolo 70 espressamente recitava: “L'atto solenne per l'ordine di successione alla corone dell'Augusto Re Carlo III del 6 di ottobre 1759, confermato dall'Augusto Re Ferdinando I nell'articolo 5 della legge degli 8 di dicembre 1816, gli atti sovrani del 7 di aprile 1829, del 12 di marzo 1836, e tutti gli atti relativi alla Real Famiglia rimangono in pieno vigore”.
Pertanto tale articolo 70 sintetizzò e riconfermò quale fosse il “corpus” delle Leggi dinastiche borboniche (comprendenti sia quelle della Real Casa vera e propria, sia quelle della dinastia, con la successione al Trono), ovvero: la detta Prammatica del 1759, l'articolo 5 della Legge dell'8 dicembre 1816 (Legge fondamentale del Regno delle Due Sicilie), l'atto sovrano del 7 aprile 1829, e l'atto sovrano n. 3331 del 12 marzo 1836.
Nella detta Prammatica del 1759 la successione dinastica venne stabilita quindi secondo i seguenti quattro punti fondamentali: 
- 1) discendenti maschi di Ferdinando (il futuro Ferdinando I Re del regno delle Due Sicilie);
- 2) in mancanza di discendenti maschi di Ferdinando, la successione deve passare attraverso ognuno degli altri figli ultrogeniti di Carlo di Borbone, secondo la linea (ovvero i principi Gabriele, la cui discendenza è esclusa dalla R. Casa, Antonio e Francesco Saverio, che però non ebbero discendenti);
- 3) mancando gli eredi maschi la successione deve passare all'erede femmina più vicina all'ultimo Re (o suo erede);
- 4) nel caso in cui mancasse anche l'erede femminile, la successione deve passare agli eredi dei fratelli di Carlo di Borbone, padre di Ferdinando, ovvero alla discendenza dell'Infante don Filippo, Duca di Parma o, mancando questi, l'Infante Don Luigi Antonio (1727-1785) (la cui discendenza si estinse). Ma se il Re di Spagna o il Principe delle Asturie, suo erede diretto alla Corona di Spagna, avesse ereditato la sovranità italiana, doveva immediatamente rinunciarvi in favore del prossimo Principe in linea di successione.

L'articolo 5 della Legge dell'8 dicembre 1816 (Legge fondamentale del Regno delle Due Sicilie), voluta da re Ferdinando I, aveva confermato semplicemente la citata Prammatica, recitando infatti: “La successione nel regno delle Due Sicilie sarà perpetuamente regolata colla legge del nostro augusto genitore Carlo III, promulgata in Napoli nel dì 6 di ottobre 1759.”
L'atto sovrano del 7 aprile 1829, al primo comma, invece, fu quello in cui Francesco I prescrisse formalmente come: “Nel Regno delle Due Sicilie i figliuoli e le figliuole del Re, i suoi nipoti e pronipoti dell'uno e dell'altro sesso discendenti da maschio, e finalmente le sorelle, gli zii, e le zie del Re, avranno bisogno del precedente sovrano beneplacito per contrarre matrimonio, qualunque fosse la loro età. Il difetto del sovrano beneplacito renderà il matrimonio non produttivo di effetti politici e civili”, mentre con l'atto sovrano n. 3331 del 12 marzo 1836, al secondo comma, il re Ferdinando II precisò che: “Non saranno considerati legittimi e capaci di produrre effetti politici e civili i matrimoni de'componenti della Real Famiglia che non sieno preceduti da un nostro beneplacito da accordarsi loro in forma di decreto”.
Quindi i matrimoni dei Principi privi di tali assensi matrimoniali erano e sono privi di diritti dinastici.
Inoltre bisogna aggiungere che titoli della R. Casa delle Due Sicilie vennero regolati dall'Atto Sovrano n. 594 del 4 gennaio 1817 con il quale Re Ferdinando I delle Due Sicilie stabilì i titoli dinastici per i Principi Reali delle Due Sicilie, stabilendo espressamente che i predetti titoli: “.... saranno trasmissibili ai loro figliuoli primogeniti (degli originari concessionari, n.d.r.), ciascuno nella propria linea, ed a tutti i loro discendenti, di maschio in maschio, colla inalterabile prerogativa del sesso e del grado; di modo che se del caso non avessero figli maschi o che la loro discendenza di maschi discendenti de' maschi venga a cessare, neanche le figliuole primogenite possano portare alcuni dei titoli anzidetti, ma resterà estinto nella persona dell'ultimo maschio discendente, e tornerà a disposizione del Sovrano che si troverà allora sul Trono”.
Infine Re Francesco II, in data 18 novembre 1887, riconfermò che il titolo di “Duca di Calabria” , quello di “Duca di Noto” e quello di “Duca di Castro”  non sarebbero mai stati da intendersi come titoli trasmissibili per primogenitura di sangue, ma come distintivi rispettivamente del Capo della Nostra Reale Famiglia delle Due Sicilie, del suo successore immediato quale Capo della Famiglia, e del figliuolo primogenito di quest'ultimo, o di chi ne terrà il luogo quale presunto futuro Capo della famiglia.
In sintesi, possiamo quindi indicare come la successione al Trono della Dinastia del Regno delle due Sicilie è articolata in: 
- I) ordine di successione al trono (che abbiamo visto);
- II) divieto di successione in favore di un Re di Spagna o di un Principe delle Asturie (erede al trono spagnolo) che sia già tale o che tale debba essere dichiarato (ovvero che sia già sul trono spagnolo, che debba essere incoronato) obbligo di ottenere il sovrano beneplacito per contrarre matrimonio, per tutti i figli del Re, i suoi nipoti e pronipoti dell'uno e dell'altro sesso discendenti da maschio, e finalmente le sorelle, gli zii, e le zie del Re;
- IV) obbligo di rispettare i titoli dinastici.[1]

## I regnanti (1816-1861)
- Ferdinando I delle Due Sicilie (1816-1825)  già Ferdinando IV di Napoli (1759-1806 e 1815-1816) e Ferdinando III di Sicilia (1759-1816)
- Francesco I delle Due Sicilie (1825-1830)
- Ferdinando II delle Due Sicilie (1830-1859)
- Francesco II delle Due Sicilie (1859-1861)

## I pretendenti al trono (1861-1960)
In seguito al Risorgimento, il Regno delle Due Sicilie fu annesso ai domini sabaudi e, quindi, al Regno d'Italia. Nonostante ciò, la Casa di Borbone non rinunciò al diritto di pretensione.
| Immagine | Nome           | Nascita         | Morte            | Pretensione                          | Relazione con il predecessore |
| -------- | -------------- | --------------- | ---------------- | ------------------------------------ | ----------------------------- |
|          | Francesco II   | 16 gennaio 1836 | 27 dicembre 1894 | 13 febbraio 1861 al 27 dicembre 1894 | Già Re delle Due Sicilie      |
|          | Alfonso        | 28 marzo 1841   | 26 maggio 1934   | 27 dicembre 1894 al 26 maggio 1934   | Fratellastro                  |
|          | Ferdinando Pio | 25 luglio 1869  | 7 gennaio 1960   | 26 maggio 1934 al 7 gennaio 1960     | Figlio                        |

## Pretendenti al trono, disputa controversa (1960-attuale)
Albero genealogico dei Borboni delle Due Sicilie, con evidenziato in grassetto i Re regnanti e pretendenti.
|                              |                              |                          |                          |                       |                         |                         |                    |                          |                          |                   |                         |                         |                            |                            |                            |                            |                   |                   |                |                |
|                              |                              |                          |                          |                       | Ferdinando II 1810-1859 |                         |                    |                          |                          |                   |                         |                         |                            |                            |                            |                            |                   |                   |                |                |
|                              |                              |                          |                          |                       |                         |                         |                    |                          |                          |                   |                         |                         |                            |                            |                            |                            |                   |                   |                |                |
|                              |                              |                          |                          |                       |                         |                         |                    |                          |                          |                   |                         |                         |                            |                            |                            |                            |                   |                   |                |                |
| Francesco II 1836-1894       | Francesco II 1836-1894       |                          |                          |                       |                         |                         |                    |                          |                          | Alfonso 1841-1934 | Alfonso 1841-1934       |                         |                            |                            |                            |                            |                   |                   |                |                |
|                              |                              |                          |                          |                       |                         |                         |                    |                          |                          |                   |                         |                         |                            |                            |                            |                            |                   |                   |                |                |
|                              |                              |                          |                          |                       |                         |                         |                    |                          |                          |                   |                         |                         |                            |                            |                            |                            |                   |                   |                |                |
| Maria Cristina Pia 1869-1870 | Maria Cristina Pia 1869-1870 | Ferdinando Pio 1869-1960 | Ferdinando Pio 1869-1960 |                       |                         |                         |                    | Carlo Tancredi 1870-1949 | Carlo Tancredi 1870-1949 |                   | Gennaro Maria 1882-1944 | Gennaro Maria 1882-1944 |                            | Ranieri 1883-1973          | Ranieri 1883-1973          |                            | Filippo 1885-1949 | Filippo 1885-1949 | figlie femmine | figlie femmine |
|                              |                              |                          |                          |                       |                         |                         |                    |                          |                          |                   |                         |                         |                            |                            |                            |                            |                   |                   |                |                |
|                              |                              |                          |                          |                       |                         |                         |                    |                          |                          |                   |                         |                         |                            |                            |                            |                            |                   |                   |                |                |
|                              | Ruggero Maria 1901-1914      | Ruggero Maria 1901-1914  | figlie femmine           | figlie femmine        | Alfonso Maria 1901-1964 | Alfonso Maria 1901-1964 | Fernando 1903-1905 | Fernando 1903-1905       | Carlo 1908-1936          | Carlo 1908-1936   | figlie femmine          | figlie femmine          | Maria del Carmen 1924-2018 | Maria del Carmen 1924-2018 | Ferdinando Maria 1926-2008 | Ferdinando Maria 1926-2008 | Gaetano 1917-1984 | Gaetano 1917-1984 |                |                |
|                              |                              |                          |                          |                       |                         |                         |                    |                          |                          |                   |                         |                         |                            |                            |                            |                            |                   |                   |                |                |
|                              |                              |                          |                          |                       |                         |                         |                    |                          |                          |                   |                         |                         |                            |                            |                            |                            |                   |                   |                |                |
|                              |                              |                          |                          | Carlo Maria 1938-2015 | Carlo Maria 1938-2015   | figlie femmine          | figlie femmine     |                          |                          |                   |                         |                         |                            | Carlo 1963                 | Carlo 1963                 | figlie femmine             | figlie femmine    |                   |                |                |
|                              |                              |                          |                          |                       |                         |                         |                    |                          |                          |                   |                         |                         |                            |                            |                            |                            |                   |                   |                |                |
|                              |                              |                          |                          |                       |                         |                         |                    |                          |                          |                   |                         |                         |                            |                            |                            |                            |                   |                   |                |                |
|                              |                              |                          |                          | Pietro 1968           | Pietro 1968             |                         |                    |                          |                          |                   |                         |                         | Maria Chiara 2005          | Maria Chiara 2005          | Maria Carolina 2003        | Maria Carolina 2003        |                   |                   |                |                |
|                              |                              |                          |                          |                       |                         |                         |                    |                          |                          |                   |                         |                         |                            |                            |                            |                            |                   |                   |                |                |
|                              |                              |                          |                          |                       |                         |                         |                    |                          |                          |                   |                         |                         |                            |                            |                            |                            |                   |                   |                |                |
| Giacomo 1992                 | Giacomo 1992                 | Paolo 2004               | Paolo 2004               | figlie femmine        | figlie femmine          | Pietro Maria 2007       | Pietro Maria 2007  | Giovanni 2003            | Giovanni 2003            |                   |                         |                         |                            |                            |                            |                            |                   |                   |                |                |

Dal 7 gennaio 1960, data della morte di Ferdinando Pio di Borbone-Due Sicilie, ultimo capo della casa universalmente riconosciuto, il titolo di pretendente al trono è conteso.
Con l'atto di Cannes, Carlo Tancredi (fratello maggiore di Ranieri) aveva firmato un documento, in obbedienza alla Prammatica Sanzione di Carlo III del 1759, secondo il quale avrebbe rinunciato al suo diritto di successione sul trono delle Due Sicilie, nell'eventualità che fosse divenuto re di Spagna, cosa che non avvenne mai. Il titolo di Capo della Real Casa delle Due Sicilie, quindi, fu assunto alla morte di Ferdinando Pio dal figlio di Carlo Tancredi, il nipote Alfonso Maria, il prossimo maschio dinasticamente ammissibile e appartenente al ramo secondogenito della famiglia.
La rinuncia di Carlo Tancredi non aveva alcuna efficacia, Alfonso Maria, esponente del ramo primogenito del Casato nonché primogenito farnesiano, rivendicò per sé e per i suoi discendenti il titolo.
L'Atto di Cannes fu ritenuto nullo per le seguenti ragioni: 
- infrangeva i "patti successori" del Codice Civile Italiano del 1865 (la nuova entità statale in cui era inquadrato l'ex Regno delle Due Sicilie), del Code Civil francese del 1806 (essendo il presunto atto stipulato in territorio francese), del Codice Civile del Regno delle Due Sicilie (titolatura reale disputata);
- infrangeva le regole di successione di primogenitura farnesiana (ex genere Farnesio) al Gran Magistero Costantiniano;
- superava la personalità del diritto di rinuncia facendola divenire ereditaria;
- infrangeva il diritto canonico riguardo al Gran Magistero Costantiniano, poiché essendo ufficio ecclesiastico di elezione pontificia regolato da statuti approvati dalla Santa Sede, qualsiasi rinuncia necessitava di approvazione del Pontefice.

La posizione del "ramo primogenito" è sostenuta da Juan Carlos di Spagna, cugino dei principi Borbone Due Sicilie, da Costantino II di Grecia e da Simeone II di Bulgaria, dopo la pronuncia unanime di una commissione di Stato che, avendolo riconosciuto nel 1983 come Capo della Casa, lo ha nominato Infante di Spagna e Cavaliere del Toson d'Oro.
Altri autorevoli pareri internazionali in linea con il Consiglio di Stato del Regno di Spagna sono stati espressi in quattro rapporti pubblicati, sempre in Spagna, dal Ministero della Giustizia, dalla Real Academia de Jurisprudencia y Legislación, dall'Istituto Salazar y Castro del Consiglio Superiore delle Ricerche Scientifiche e dal Ministero degli Affari Esteri.

### Disputa su regole successione
Si è giunti così alla disputa tra il ramo cosiddetto spagnolo (Carlo Maria di Borbone-Due Sicilie) e quello francese (Carlo di Borbone-Due Sicilie).
Il 25 gennaio 2014 è stato firmato a Napoli un atto di riconciliazione tra i due rami della famiglia in cui si riconoscono mutualmente i loro titoli.
Il 14 maggio 2016 però Carlo di Borbone-Due Sicilie, duca di Castro, disponendo solo di eredi femmine, contravviene al patto decidendo di non riconoscere le secolari regole di successione, che privilegiano la linea maschile e quindi il cugino Pietro duca di Calabria (succeduto nel 2015 al padre Carlo Maria), richiamando il diritto europeo (Trattato di Lisbona, 2009) che proibisce la discriminazione tra uomini e donne. Questa decisione, il 29 giugno seguente viene contestata da Pietro di Borbone-Due Sicilie, duca di Calabria, in quanto ritenuta illegittima rispetto al codice legislativo dell'ex Regno delle Due Sicilie e rispetto alle leggi e alle tradizioni di famiglia.

### Pretendenti Due Sicilie del ramo spagnolo
| Immagine | Nome          | Nascita          | Morte           | Pretensione                       | Relazione con il predecessore                                 |
| -------- | ------------- | ---------------- | --------------- | --------------------------------- | ------------------------------------------------------------- |
|          | Alfonso Maria | 30 novembre 1901 | 3 febbraio 1964 | 7 gennaio 1960 al 3 febbraio 1964 | Nipote di Ferdinando Pio (figlio del fratello Carlo Tancredi) |
|          | Carlo Maria   | 16 gennaio 1938  | 5 ottobre 2015  | 3 febbraio 1964 al 5 ottobre 2015 | Figlio                                                        |
|          | Pietro        | 16 ottobre 1968  | Vivente         | 5 ottobre 2015 al attuale         | Figlio                                                        |

Nel caso della linea spagnola, la successione al duca Pietro (Pedro) di Borbone-Due Sicilie sarebbe:
1. il principe Giacomo (Jaime) di Borbone-Due Sicilie (nato a Madrid il 26 giugno 1993[9]), Duca di Noto;
2. il principe Giovanni (Juan) di Borbone-Due Sicilie (nato a Madrid il 18 aprile 2003);
3. il principe Paolo (Pablo) di Borbone-Due Sicilie (nato a Madrid il 26 giugno 2004);
4. il principe Pietro Maria (Pedro Maria) di Borbone-Due Sicilie (nato a Ciudad Real il 3 gennaio 2007);
5. il principe Carlo Maria Bernardo Gennaro di Borbone-Due Sicilie (nato a Saint-Raphael il 24 febbraio 1963);
6. il principe Francesco Filippo Maria Giuseppe Gabriele di Borbone-Due Sicilie (nato a Ravensburg il 20 giugno 1960);
7. il principe Antonio Gaetano Nicola Istvan Maria di Borbone-Due Sicilie (nato a Ginevra il 6 giugno 2003);
8. il principe Gennaro Maria Pio Casimiro di Borbone-Due Sicilie (nato a Ravensburg il 27 gennaio 1966);
9. il principe Casimiro Maria Alfonso Gabriele di Borbone-Due Sicilie (nato a Varsavia l'8 novembre 1938);
10. il principe Luigi Alfonso di Borbone-Due Sicilie (nato a Rio de Janeiro il 28 novembre 1970);
11. il principe Paolo Alfonso di Borbone-Due Sicilie (nato a Rio de Janeiro il 10 dicembre 2014);
12. il principe Alessandro Enrico di Borbone-Due Sicilie (nato a San Paolo del Brasile il 9 agosto 1974), sacerdote.

### Pretendenti Due Sicilie del ramo francese
| Immagine | Nome       | Nascita          | Morte           | Pretensione              | Relazione con il predecessore |
| -------- | ---------- | ---------------- | --------------- | ------------------------ | ----------------------------- |
|          | Ranieri    | 3 dicembre 1883  | 13 gennaio 1973 | 7 gennaio 1960 al 1966   | Fratello                      |
|          | Ferdinando | 28 maggio 1926   | 20 marzo 2008   | 1966 al 20 marzo 2008    | Figlio                        |
|          | Carlo      | 24 febbraio 1963 | Vivente         | 20 marzo 2008 al attuale | Figlio                        |

Nel caso della linea italo-francese, prima della modifica della legge di successione del 2016, la successione al principe Carlo Maria Bernardo Gennaro di Borbone-Due Sicilie, era la seguente:
1. il principe Francesco Filippo Maria Giuseppe Gabriele di Borbone-Due Sicilie (nato a Ravensburg il 20 giugno 1960);
2. il principe Antonio Gaetano Nicola Istvan Maria di Borbone-Due Sicilie (nato a Ginevra il 6 giugno 2003);
3. il principe Gennaro Maria Pio Casimiro di Borbone-Due Sicilie (nato a Ravensburg il 27 gennaio 1966);
4. il principe Casimiro Maria Alfonso Gabriele di Borbone-Due Sicilie (nato a Varsavia l'8 novembre 1938);
5. il principe Luigi Alfonso di Borbone-Due Sicilie (nato a Rio de Janeiro il 28 novembre 1970);
6. il principe Paolo Alfonso di Borbone-Due Sicilie (nato a Rio de Janeiro il 10 dicembre 2014);
7. il principe Alessandro Enrico di Borbone-Due Sicilie (nato a San Paolo del Brasile il 9 agosto 1974), sacerdote.

In seguito alla modifica della legge di successione del 2016, la successione al principe Carlo Maria Bernardo Gennaro di Borbone-Due Sicilie è la seguente:
1. la principessa Maria Carolina (Chantal Edoarda Beatrice Gennara) di Borbone-Due Sicilie (nata il 23 giugno 2003), duchessa di Calabria e duchessa di Palermo;
2. la principessa Maria Chiara (Amalia Carola Luisa Carmen) di Borbone-Due Sicilie (nata il 1º gennaio 2005), duchessa di Noto e duchessa di Capri.